# Lappula nevskii
Lappula nevskii är en strävbladig växtart som beskrevs av L.M. Raenko. Lappula nevskii ingår i släktet piggfrön, och familjen strävbladiga växter. Inga underarter finns listade i Catalogue of Life.